# Manfred Riegger
Manfred Riegger (* 1967 in Hechingen) ist ein deutscher römisch-katholischer Theologe, promovierter Religionspädagoge und Hochschullehrer.

## Leben
Riegger studierte zunächst an der Universität Tübingen sowie an der University of California, Berkeley Katholische Theologie, bevor er 1992 nach Benediktbeuern wechselte, um dort seine theologischen Studien an der Philosophisch-Theologischen Hochschule Benediktbeuern abzuschließen und sich außerdem der Sozialpädagogik an der Katholischen Stiftungsfachhochschule Abteilung Benediktbeuern zuzuwenden. 1995 erwarb er dort zunächst das theologische und im Jahr darauf das sozialpädagogische Diplom.
Er war als wissenschaftlicher Mitarbeiter an der Universität Augsburg und als Religionslehrer in Benediktbeuern tätig, während er an seiner Promotion arbeitete. 2001 wurde an der PTH Benediktbeuern mit der Dissertation Erfahrung und Glaube ins Spiel bringen zum Dr. theol. promoviert (Gutachter: Jacques Schepens und Fritz Weidmann). Er habilitierte sich für Katechetik, Religionspädagogik und Didaktik des Katholischen Religionsunterrichts 2006 ebenfalls in Benediktbeuern (Gutachter: Jacques Schepens, Fritz Weidmann und Ehrenfried Schulz). Anschließend wurde er zum Privatdozenten und 2012 zum außerplanmäßigen Professor ernannt. Er lehrte an der Universität Augsburg. Von 2014 bis 2017 vertrat er den Lehrstuhl für Religionspädagogik und Didaktik des Religionsunterrichts an der Katholisch-Theologischen Fakultät der Ludwig-Maximilians-Universität München, dessen Nachfolge Helena Stockinger im Wintersemester 2017/18 übernahm.
Riegger beschäftigte sich unter anderem mit der Vermittlung von Theologie an Schulen sowie der spielerischen Vermittlung von theologischen Themen insbesondere an Grund- und Hauptschulen.

## Publikationen (Auswahl)

### Publikationen in Buchform
- Erfahrung und Glaube ins Spiel bringen: das sozialtherapeutische Rollenspiel als Methode erfahrungsbezogenen Glauben-Lernens. Stuttgart 2002: Kohlhammer. ISBN 3-17-017262-X.
- Planung und Gestaltung von Religionsunterricht konkret: Elementarisierung umgesetzt anhand der Gleichniserzählung vom barmherzigen Vater und seinen zwei Söhnen. Donauwörth 2005: Auer. ISBN 3-403-04312-6.
- Kommunikation des Glaubens: interreligiöser Lernprozess Christen – Muslime. München 2008: Don Bosco. ISBN 978-3-7698-1720-1.
- Unterwegs mit dem Vaterunser – Mit Flüchtlingen und Einheimischen das Gebet sprechen und verstehen lernen. München: dkv 2016, ISBN 978-3-88207-449-9.

### Unterrichtsmaterialien
- Performativ lernen im Religionsunterricht. Veranschaulicht für die Sekundarstufe I am Beispiel "Himmel" (= Materialbrief RU – Sekundarstufe – 5.–10. Klasse, 2013, Heft 2), München: Kösel, 2013.